# Nicolau Sebastião de Liechtenstein
Nicolau Sebastião Alexandre Maria de Liechtenstein (Nikolaus Sebastian Alexander Maria von und zu Liechtenstein; Grabs, 6 de dezembro de 2000) é a quarta criança e terceiro menino de Aloísio, Príncipe Herdeiro de Liechtenstein, e de sua esposa, Sofia da Baviera. Nicolau ocupa a quarta posição na linha de sucessão ao trono liechtensteinense, atrás de seu pai e de seus irmãos mais velhos, José e Jorge.

## Títulos e estilos
- 6 de dezembro de 2000 - presente: "Sua Alteza Sereníssima, príncipe Nicolau de Liechtenstein, Conde de Rietberg"

De acordo com a constituição de Liechtenstein, de 26 de outubro de 1993, todos os membros da Casa de Liechtenstein são príncipes/princesas de Liechtenstein e condes/condessas de Rietberg.